# 교육 영화
교육 영화(敎育映畵)는 주요 목적이 교육인 영화이다. 교육 영화는 다른 교수법의 대안으로 교실에서 사용되어 왔다.

## 역사
어떤 영화가 최초의 교육 영화로 간주되어야 하는지는 논란의 여지가 있다. 일부 연구자들은 최초의 교육 영화가 1897년 상트페테르부르크에서 상영되었다고 주장하는 반면, 다른 연구에서는 1913년 뉴스릴에서 영감을 받아 최초의 교육 영화가 제작되었다고 판단했다. 교육 영화의 증가하는 수는 이러한 영화의 제작이 1900년대 초에 시작되었음을 증명한다. 1910년대와 1920년대에 교육 영화의 제작, 배급 및 상영은 점차 제도화되었으며, 이는 국가마다 다르게 진행되었다.

### 교육 영화의 활용
교육 영화는 대상 관객에게 지정된 문제에 대해 알리는 것을 목표로 하는 제작물이다. 연구 주제는 다양하다. 교육 영화는 일반적으로 교육, 학술, 그리고 교습의 세 가지 주요 범주로 나뉘었다.
교육 영화는 대중에게 사회 문제를 알리고 대중의 인식을 높이는 데 사용될 수 있다. 예를 들어, 1959년에 발표된 교육 영화 "무엇에 대한 편견인가?"는 백인 중산층의 편견을 다루었다. 1960년 10월에 개봉된 "성장할 땅과 공간"은 땅을 사고 꿈의 집을 짓는 위대한 모험을 추구하는 전형적인 젊은 미국인 부부의 이야기였다.
노동 개혁, 공산주의, 시민권, 핵 확산과 같은 사회 문제에 대한 도전적인 질문이나 논쟁도 교육 영화에서 제기된다. 이들 중 하나는 "토지 개혁에 관한 교육 영화"로, "모두가 필요하다고 동의하는데 왜 모두를 위한 충분한 주택을 짓기가 어려운가?"라는 질문을 탐구했다. 이 영화는 관객이 사회 문제를 반성하게 하는 설득력 있는 소프트셀 이야기로 구성되었다.
교육 영화는 학생들이 직접 경험할 수 없는 것들을 교실로 가져와 교육 효율성을 높이는 강력한 교수 도구가 될 수 있다. 예를 들어, 교육 영화는 건축 과목 교육에 사용될 수 있으며, 학생들을 물리적으로 건물로 데려갈 필요 없이 건물에 대한 안내를 제공한다. 마찬가지로, 세포 분열과 같은 복잡한 원리를 가르칠 때, 비디오 루프는 학생들이 필요한 만큼 여러 번 관련된 과정을 시연할 수 있다. 화학 혼합물에서 입자 형성을 보여주는 클로즈업과 같은 특정 기술은 라이브 시연에서 학생들이 모두 명확하게 보기 어려울 수 있는 과정에서 미세한 세부 사항을 보여줄 수 있다.
교육 자료로 사용되는 다큐멘터리는 교육 영화의 주요 범주이다. 이들은 주로 교육 목적으로 학교에서 상영되었고 어린이들에게 다양한 주제를 소개하는 데 사용되었다. 그러나 다큐멘터리는 교사를 훈련시키는 데도 사용되었다. 1950년까지 뉴욕 대학교의 교육 영화 도서관, 컬럼비아 사범 대학, 근대 미술관(MoMA)과 같은 저명한 교육 영화 기관들은 A Better Tomorrow (1945), Tomorrow's a Wonderful Day (1948), The Children's Republic (1947)과 같은 어린이를 위한 다큐멘터리가 교사 훈련, 보육 및 발달, 심지어 이른바 비행 청소년의 재활에 관심 있는 성인 관객에게 적합하다고 믿었다.
교육 영화는 홍보 도구로도 사용되었다. 예를 들어, 제2차 세계 대전 후, 십대들은 왜 그들의 교육 환경이 남녀를 분리했는지 의문을 제기했다. 예를 들어, 공업 기술 수업은 거의 전적으로 남성이었고 가정 경제 수업은 거의 전적으로 여성이었다. 영화 제작자들은 1955년에 "가정 경제를 왜 공부해야 하는가?"와 같은 영화를 만들어 이러한 우려를 해결하려고 했다.
1930년대 중국에서 교육 영화는 가장 중요한 교육 도구 중 하나가 되었다. 중화민국 시기에는 많은 시민들이 문맹이었기 때문에, 정부는 다양한 주제에 대해 대중을 효율적으로 교육하는 방법으로 교육 영화에 중점을 두었다. 정부는 교육 영화를 만들기 위해 공식 영화 스튜디오를 설립했다.
또한, 교육 영화의 잠재력은 청각 장애인 교육을 위해 탐구되었다. Described and Captioned Media Program으로도 알려진 Captioned Films for the Deaf는 1950년에 설립되었으며, 캡션 영화를 위한 15권의 수업 가이드를 만들었다.

#### 군사적 사용 및 선전
제1차 세계 대전 중, 미 육군과 해군은 모두 훈련 영화를 제작하고 슬라이드, 필름 스트립, 모형과 같은 매체를 위한 교육 절차를 수립했다. 둘 다 대중에게 정보를 제공하고 장교와 병사를 교육하는 두 가지 목적을 위해 영화 부서를 조직했다.
마찬가지로, 제2차 세계 대전 중에는 학교에 시청각 매체가 대규모로 도입되었고 비극장 영화 상영이 확대되었다. 예를 들어, 군인이나 산업 노동자를 위한 교육 영화가 제작되었다. 교육 영화의 사용은 미국 전쟁부의 공식 정책의 일부였다.
제2차 세계 대전 이후에도 일부 교육 영화는 계속 사용되었다. 낮은 예산과 좁은 이윤 폭은 새롭고 고품질의 교육 영화 제작을 방해했다.

#### 상업 교육 영화 제작, 1900–1950 (미국)
제2차 세계 대전 이전에 ERPI 교실 영화, 이스트만 교실 영화, 필름 인코퍼레이티드가 교육 영화의 주요 제작사였다. ERPI는 장비를 판매하고 싶었기 때문에 교육 영화 제작에 뛰어들었다. 한편, 이스트만 코닥 회사는 영화 자체를 수익성 있는 상업적 벤처로 구상했다. 그러나 두 회사 모두 압도적인 성공을 거두지는 못했다. 다른 영화들이 때때로 사운드를 가질 때 만들어진 무성 영화는 관객들에게 덜 인기가 있었다. 제2차 세계 대전 중과 전후 몇 년 동안, 코로넷, 직업 지도 영화, 영 아메리카, 맥그로힐 북 컴퍼니, 유나이티드 월드 필름, 필름 인코퍼레이티드, 심멜-미세리 등을 포함한 많은 기존 및 신규 회사들이 교육 영화 제작을 늘렸다.

#### 20세기 및 21세기 주목할 만한 교육 영화 제작자
1960년대 이후부터 주목할 만한 여러 교육 영화 제작자들이 있다. 브리태니커 백과사전 영화, 코로넷 필름, 센트론 코퍼레이션과 같은 제작사들이 교육 영화 산업을 이끌었다. 소셜 미디어의 부상과 함께, 기업(예: PBS)과 개인 모두 유튜브와 같은 사이트에 다양한 교육 비디오를 게시한다. 이들 중 다수는 교실에서 상영되거나 학생들이 학습의 일부로 시청한다.

## 교육 영화의 종류
출처:

### 사회 과학 및 지리 영화
영화 회사들은 지리와 세계 문화에 대한 영화를 제작했다. 이들은 1960년대까지 세 가지 처리 형태에 집중했다: 지리-산업 영화, 여행 기록 영화, 민족지학 영화.
지리-산업 영화는 외국의 산업과 풍습에 대해 이야기했다. 영화 제작자들은 종종 지역과 기본적인 통계를 넘어선 국가의 구성에 대한 통찰력을 포함하여, 문화적으로 정치적, 사회적, 경제적으로 설명했다.
여행 기록 영화의 경우, 전문 촬영 감독 대신 많은 여행자, 탐험가, 과학자, 선교사들이 여행 기록 영화를 제작했다. 그들은 전 세계를 여행하며 스튜디오와 배급사에 영상을 판매했다.
민족지학 영화는 전 세계의 다양한 민족, 문화, 사회 관행을 다루었다. 이는 지역 행사와 일상생활의 실제 영상을 보여주어 학생들과 교수들이 인류학을 공부하는 데 도움이 되었다. 관객들은 등장하는 집단이 어떻게 옷을 입고, 먹고, 사회적으로 상호작용하는지 볼 수 있었다.

### 역사 영화
일반적으로 1960년대 이전의 역사 영화는 레이 가너의 고대 세계: 이집트 (1954)와 그리스: 황금 시대 (1963)와 같이 백인, 보수, 기독교적 관점을 기본으로 했다. 두 영화 모두 대부분 유물과 유적의 영상으로 구성되었고, 당시 미국 문화와 비교하는 내레이션이 포함되었다. 다른 영화에서는 문명화되거나 공감할 만한 인물은 백인 배우가 연기했지만, 비백인은 덜 바람직한 역할에 캐스팅되거나 아예 배제되었다. 이러한 영화 제작자들은 아프리카계 미국인, 라틴계, 아시아인, 여성의 역할을 대부분 배제하고 대신 기업 거물이나 미국 건국의 아버지에 중점을 두었다.

### 예술 및 공예 영화
교육 영화에는 종종 회화, 조각, 건축 및 기타 "고급" 예술이 포함되었다. 1920년대와 1930년대에 영화 제작자들은 영화 카메라를 활용하여 조각을 촬영하면서 움직이는 등 새로운 방식으로 시각 예술을 포착하기 시작했다. 이러한 유형의 영화는 대학에서 예술 교육의 정당한 구성 요소로 인식되었다. 제2차 세계 대전 이후, 영화는 시각 예술을 박물관, 예술가 스튜디오, 갤러리 밖으로, 그리고 교육 기관(주로 미술 학교), 비극장 장소, 그리고 한동안 심지어 상업 영화관과 같은 새로운 장소로 전달하는 이상적인 매체가 되었다.

### 문학 및 언어 예술 영화
이러한 유형의 영화에는 내레이션이 없는 단편, 시, 저널리즘이 포함된다. 미국 교육 영화 회사들은 1950년대에 해외에서 드라마틱한 콘텐츠를 확보하기 시작했다. 이들은 일반적으로 프랑스에서 왔으며, 그중에는 알베르 라모리스 감독의 "빨간 풍선 (1956)"을 포함한 여러 유명한 내레이션 없는 단편 드라마가 있었다.

### 사회 드라마 영화
많은 사회 드라마 영화는 인종 평등 또는 시민 참여와 같은 주제를 기반으로 했다. 민권법 (1964)과 초등 및 중등 교육법 (1965)의 출현으로, 교육자들은 학생들의 관점에 더 가까운 관점에서 세상을 제시하는 데 더 큰 관심을 가졌다. 젊은 영화 제작자들은 인종, 연령 관련, 문화 간 또는 문화 내 문제를 포괄하는 영화를 제작했다. 그들은 역사, 문학 및 사회 과학에 중점을 두었다. 대부분의 영화는 30분 이하로, 교사가 한 시간 수업 내에 사전 설명을 제공하고 질문에 답할 수 있도록 했다.

## 문화적 중요성
학교에서 상영되는 많은 교육 영화는 긴 시리즈의 일부이다. 예를 들어, 과학 원리와 실험을 시연하는 영화는 각 에피소드가 특정 실험 또는 원리에 전념하는 에피소드 형식인 경향이 있다.
1980년대 후반과 1990년대 초반의 영국의 많은 초등학교 학생들은 학업 기간 동안 수백 편의 영국산 교육 영화(모두 스타일과 제작 방식이 매우 유사함)를 시청했다. 그 결과, 이 영화들의 전달 방식과 독특한 색상 팔레트("과학적"인 중성-파란색 배경 등)는 해당 세대의 모든 어린이에게 즉시 인식된다. 이는 이러한 영화를 패러디한 영국 텔레비전 시리즈인 룩 어라운드 유에 큰 효과를 주었다.

## 교육적 이점에 대한 연구
영화, 특히 TV를 통한 학습에 대한 많은 초기 심리학 연구는 이 매체가 텍스트보다 열등하다고 결론지었다. 연구에는 신문 보도 읽기와 TV 뉴스 시청 간의 비교가 포함되었다. 이 초기 연구에서 기억 유지는 항상 보도를 읽은 사람들에게서 더 강했다. 이는 주로 개인이 정보 전달 속도를 제어할 수 있는 능력과 관련이 있는 것으로 나타났다. 읽을 때는 언제든지 멈출 수 있었지만, 교실 기반 TV와 영화에서는 불가능했다. 이는 온라인 비디오의 출현으로 변했다. 온라인 비디오는 쉽게 일시 중지하고 되감기 할 수 있다. 최근 연구에서는 두 매체, 즉 비디오와 텍스트 간에 기억 유지에 차이가 없다고 보고 있다.
연구는 또한 시청자가 오디오와 비디오를 동시에 처리해야 하므로 인지 과부하가 발생할 수 있다는 아이디어를 검토한다. 영화의 신중한 디자인은 이를 완화할 수 있다. 예를 들어, 오디오의 초점이 비디오 이미지에서 어디에 있는지 명확하게 신호하면 시청자가 둘을 통합하는 데 도움이 된다. 그러나 너무 많은 정보나 불필요한 정보는 학습을 저해할 수 있다.

## 주목할 만한 교육 영화 제작자 목록
- 벨 시스템
- 코로넷 필름
- 시드 데이비스
- 디즈니 교육 프로덕션
- 브리태니커 백과사전 영화
- 필름스 인코퍼레이티드
- 잼 핸디
- 제임스 마이어
- 미디어 교육 재단
- 캐나다 국립 영화위원회
- 뉴 데이 필름스
- 제국 영화 및 그림 과학 교육원
- 슐레징어 미디어